# Ormosia howii
Ormosia howii é uma espécie vegetal da família Fabaceae.
Apenas pode ser encontrada na China.
Está ameaçada por perda de habitat.